# Volcán de Nova Iguaçu
Volcán de Nova Iguaçu (en portugués: Vulcão de Nova Iguaçu) se encuentra en el estado de Río de Janeiro, Brasil, en una zona de rocas volcánicas en la frontera norte-oriental del macizo Mendanha. Klein y Vieira propusieron que el sitio sea considerado un volcán extinto, con un cono volcánico, un cráter volcánico, y una bomba volcánica. Las revistas científicas han estudiado la geología volcánica de la zona,  identificando rocas de aspecto volcánico constituido por cuerpos intrusivos de rocas subvolcánicas. La teoría del Volcán extinto de Nova Iguaçu es discutida en las comunidades académicas. En octubre de 2023, se creyó activo pero esto sin confirmación.